# Salon de la Rose-Croix

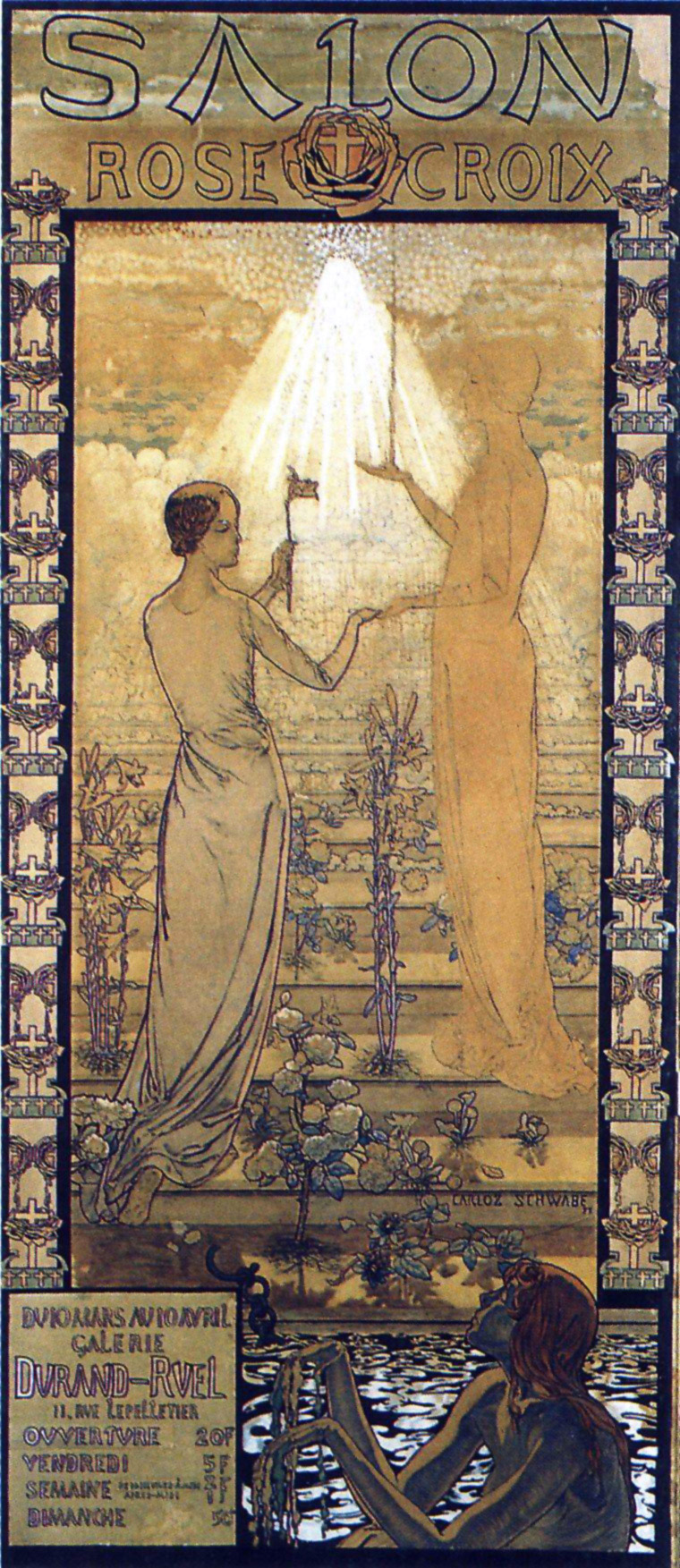
Ontwerp affiche Salon de la Rose+Croix

Salons de la Rose-Croix is een reeks kunsttentoonstellingen, gehouden in Parijs door Sâr Joséphin Péladan van 1892 tot 1897.
De bedoeling was de kunst te verheffen, vanuit haar materialisme, zoals de Sâr het zag, naar de Rozenkruisersidealen van schoonheid, naastenliefde en geloof. De kunsten die in aanmerking kwamen, waren in de eerste plaats de schilderkunst, maar daarnaast ook de muziek, de literatuur en de beeldhouwkunst. Na een aantal jaar zijn persoonlijke, meestal neerbuigende commentaren te hebben gepubliceerd over de bestaande kunstsalons, stichtte hij de zijne.
Er werd telkens een exhaustieve catalogus gemaakt, doch slechts tweemaal met illustraties. Verdere documentatie kan worden gevonden in het Péladanarchief in de Parijse Bibliothèque de l'Arsenal en in de wereldpers van die periode.
Een aantal van zijn kunstenaars werden later beroemde vertegenwoordigers van het symbolisme.

## Locatie van de tentoonstellingen
- 1ste Salon: 1892: Galerie Durand-Ruel (10 maart tot 10 april)
- 2de Salon: 1893: Palais du Champ-de-Mars (centrale koepel) (28 maart tot 30 april)
- 3de Salon: 1894: Galerie des artistes contemporains, rue de la Paix, 5 (8 april tot 7 mei)
- 4de Salon: 1895: Galerie des artistes contemporains, rue de la Paix, 5 (20 maart tot 20 april)
- 5de Salon: 1896: Rue de l'Opéra
- 6de Salon: 1897: Galerie Georges Petit, rue de Sèze (5 tot 31 maart)

Bij het afsluiten van dit laatste Salon deed Péladan zijn Orde officieel en plechtig in slaap. Hij was de enige die bevoegd was om deze maatregel in de toekomst eventueel ongedaan te maken.

## Exposanten van het Salon van 1892
- Alexandre Séon
- Jean Vincent-Darasse
- Carlos Schwabe
- Albert Ciamberlani
- Jean Delville
- Fernand Khnopff
- Georges Minne
- Édouard Ravel de Malval
- Maurice Chabas
- Paul Emmanuel Legrand
- Alphonse Osbert
- Tonetti Dozzi
- Pierre Rambaud
- Théo Wagner
- Ogier d'Ivry
- Hubert de La Rochefoucauld
- Émile Bernard
- Richard Ranft
- de Raissignier
- Rogelio de Egusquiza
- Ferdinand Hodler
- Cadel
- Charles Filiger
- Georges-Arthur Jacquin
- Antoine de La Rochefoucauld
- Auguste de Niederhausern
- André des Boutins
- Henri Bremond
- L. de La Barre Duparcq
- Antoine Bourdelle
- Sonnier
- P.A. Isaac-Dathis

## Exposanten van het Salon van 1893
- Edmond Aman-Jean
- Étienne Azambre
- Théophile Bérengier
- Gaston Béthune
- Paul Roger-Bloche
- Prins Karageorgevitch Bojidar
- Gaston Bouy
- Gaston Bussière
- Maurice Chabas
- Albert Ciamberlani
- S. Clark
- Pierre-Émile Cornillier
- Edme Coutu
- Eugène Delacroix
- Jean Delville
- Marcellin Desboutin
- Gabriel-Charles Deneux
- Paul-Maurice Duthoit
- A. Édouard
- Raymond de Egusquiza
- François-Émile Ehrmann
- Émile Fabry
- Georges de Feure
- G-B. Fox
- André des Gachons
- Gailliard
- René Gérin
- E. Habert
- Alex. Aug. Hannotiau
- Léon Jacques
- Jacquin
- Fernand Khnopff
- Ladumond
- Adolphe La Lyre
- Alfred Le Petit
- Alfred Le Grand
- Georges Lorin
- Malval
- Marcius Simmons
- Baron de Massy
- F. Mell-Dumont
- Meilet
- François Merentier
- Moreau-Néret
- George Morren
- Louis Noel
- Charles Ogier
- Alphonse Osbert
- Henri Ottevaere
- Félix Oudart
- Bernard Du Pasquier
- Lord Arthur Payne
- Pézieux
- Maurice Pierrey
- Armand Point
- Pierre Rambaud
- Félix Regamey
- Baron A. de Rosenkrantz
- Emmanuel de Sainville
- Savine
- Alexandre Séon
- Tholenaar
- Marquest de Vasselot
- Walgren
- Philip Zilcken

## Exposanten van het Salon van 1894
- Auguste Lévêque

## Exposanten van het Salon van 1897
- Léon Printemps